# ویتسوورت
ویتسوورت (به آلمانی: Witzwort) یک شهر در آلمان است که در Nordsee-Treene واقع شده‌است. ویتسوورت ۱٬۰۰۸ نفر جمعیت دارد.